# Marcela López Rey
Emma Peregrina Ucha (Buenos Aires, 2 de mayo de 1941) conocida artísticamente como Marcela López Rey es una primera actriz y coreógrafa argentina.

## Carrera
Su debut en el cine argentino en 1961 fue en el filme Libertad bajo palabra, luego tuvo un rol destacado en Los jóvenes viejos de 1962, trabajó más tarde en numerosas películas, incluidas Con gusto a rabia (1965), La cama (1968) y La montaña sagrada (más conocida mundialmente por su título en inglés: The Holy Mountain) (1973), y producciones de televisión, principalmente telenovelas.
Teniendo un éxito por canal 9 en 1965  teleteatro de las estrellas "Maison Polyana"protagonizado por : Aída Luz .Fernanda Mistral e Ignacio Quiroz..  A lo largo de su carrera de más de cuarenta años Marcela López Rey ha podido trabajar en muchas más producciones, por ejemplo, desde 2007, interpretó al personaje de Inés, la abuela de la protagonista, en la telenovela mundialmente famosa Patito feo.
En 1966 participaron con Duilio Marzio, Delfy De Ortega, Osvaldo Cattone, Carlos Luzietti, Atilio Pozzobon y Thelma Biral debuto en televisión de la Familia bianchi fue creada por Gius 

## Filmografía
- El malentendido (cortometraje) (2002)
- Héroes del silencio (coproducción con Estados Unidos) (2002)
- Peligro nuclear (1999)
- El hombre que ganó la razón (1984)
- Queridas amigas (1980) ...Patricia
- La comadrita (México) (1978)
- Un toque diferente (1977)
- Hay que parar la delantera (1977)
- Celestina (México)  (1976)
- Las fuerzas vivas (coproducción) (2002)
- Karla contra los jaguares (México) ... Karla (1974)
- La miel amarga o Los perturbados ....(1974) Bianca[1]
- El hijo del pueblo ...Ofelia (1973)
- Aquellos años (México)... Eugenia de Montijo (1973)
- La montaña sagrada (1973) ...Prostituta
- Peluquero de señoras (México) ...Genoveva (1972)
- Vendedor de diamantes (cortometraje) (1972)
- El rincón de las vírgenes (1972) ...Esposa de gobernador
- Los días del amor (1971) ...Marcela
- Pubertinaje (episodio Una cena de Navidad) (México) (1971)
- Los neuróticos (1971)
- Quiero llenarme de ti (1969)
- Humo de marihuana (1968) ...Fabiana
- La cama (1968)
- Villa Cariño está que arde (1968)
- Che, OVNI (1968)
- Amor y un poco más (inédita) (1968)
- Castigo al traidor (1966)
- Hotel alojamiento (1966)
- Los hipócritas (1965) ...Elena Albanese
- Los evadidos (1964) ...Amelia
- Con gusto a rabia (1964) Teresa
- La fusilación o El último montonero (1963) dir. Catrano Catrani
- La terraza (1963)
- Los jóvenes viejos (1962)
- Libertad bajo palabra (1961)

## Televisión
- 2019: ¿Quien quiere ser millonario? (Participación especial)
- 2011: Los únicos
- 2007/2008: Patito feo
- 1994: Inconquistable corazón
- 1992: Patear el tablero
- 1988: Ella contra mí
- 1987: Estrellita mía
- 1987: Tiempo de amar (En México).
- 1986: Mujer comprada
- 1984: Pobre Clara (Argentina)'
- 1982: Silencio de amor
- 1982: Todo tuyo.
- 1981: Las 24 horas' Unitario
- 1981: Matrimonios y algo mas'
- 1981: La ciudad de dos hombres
- 1981: Lo imperdonable.
- 1979: Dulce fugitiva.
- 1979: Novia de vacaciones .
- 1977: El humor de Nini Marshall.
- 1975: Pobre Clara. (En México)
- 1966: La Familia Bianchi
- 1966: Tres destinos.
- 1965: Teleteatro de las estrellas

## Teatro
- 2003: Fiesta de casamiento